# Singapore Rugby Union
Singapore Rugby Union – ogólnokrajowy związek sportowy, działający na terenie Singapuru, posiadający osobowość prawną, będący jedynym prawnym reprezentantem rugby 15-osobowego i 7-osobowego tego kraju, zarówno wśród mężczyzn, jak i kobiet we wszystkich kategoriach wiekowych w kraju i za granicą.
Odpowiedzialny jest za promocję tego sportu, prowadzenie drużyn narodowych, a także za szkolenie zawodników, w tym dzieci i młodzieży, oraz organizowanie krajowych rozgrywek ligowych.
Związek powstał w 1948 roku, dwadzieścia lat później został jednym z członków założycieli Asian Rugby Football Union, zaś członkiem IRB został w 1989 roku.
Jest również afiliowany przy ministerialnej Singapore Sports Council.